# دروغ‌نامیده‌ها

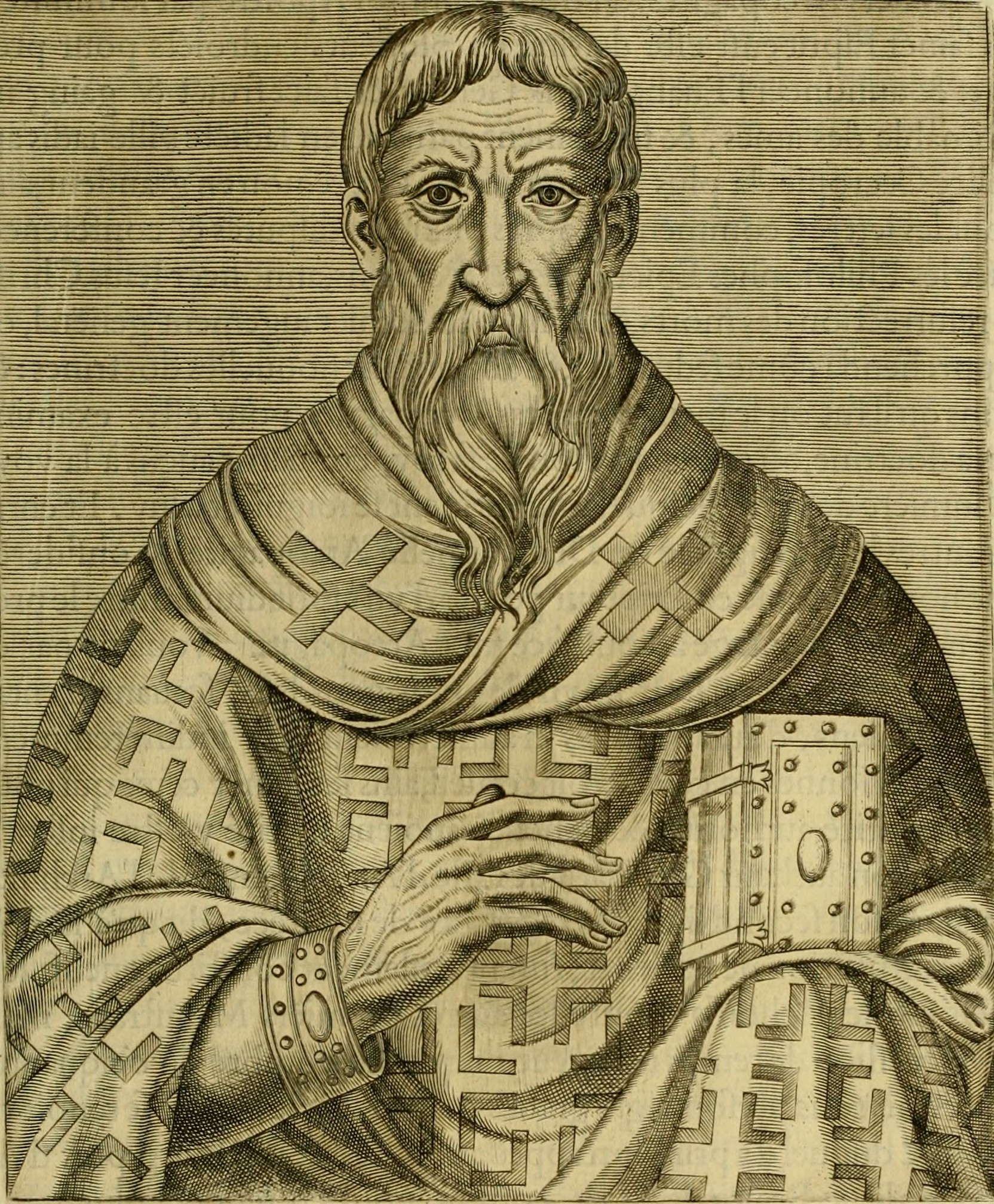
مجعول العنوان

مجعول العنوان (سوداپیگرافا یا کتب بین العهدینی)، کتاب‌هایی با محتوای یهودی و مسیحی است که هیچ‌یک از گروه‌های یهودی، مسیحی، آن‌ها را جزء کتاب مقدس قانونی نمی‌دانند. این مجموعه مکتوبات، که در هیچ‌یک از نسخه‌های قانونی موجود نیستند، به مجعول العنوان‌ها معروفند و اکثراً به زبان یونانی یا آرامی نوشته شده‌اند. کاتولیکها، که آپوکریفا را نوشته‌های شرعی درجه دو می‌دانند کتب مجعول العنوان را جزء کتاب‌های جعل شده قرار می‌دهند. موضوع این مکتوبات از عناصر دینی مختلفی تشکیل شده مثل مکاشفه، تاریخ، یا نوعی متون مخصوص به عبادات مثل مکاشفه ابراهیم، کتاب اخنوخ
شمار زیادی از این نوشته‌ها بر اثر بی‌توجهی و گذشت زمان از بین رفته‌اند.
در سال‌های اخیر در ایالات متحده آمریکا مجموعه‌هایی به چاپ رسیده که برخی از این کتب کشف شده در اقصاء نقاط جهان را با ترجمه انگلیسی ارائه کرده‌اند مانند:
- آپکریفا عهد جدید: Ehennecke
- عهد جدید آخرالزمان: M.R.James
- کتاب های فراموش شده عدن [کتاب های گمشده کتاب مقدس]: H.Platt